# Serira ben Hanina
Serira ben Hanina, gyakran csak Serira gaon (héberül: רב שרירא גאון), (?, 906 – ?, 1006) a mai Irak területén működő középkori zsidó törvénytudós, pumbeditai gaon.

## Élete és művei
Mindkét szülője részéről előkelő családból származott, amelynek több tagja is viselte a Pumbeditai Akadémia gaoni (vezető) tisztségét. Saját állítása szerint családja visszavezethető volt Bosztanáj exilarcháig idejéig, akik a méltóság tekintélyének csökkenése miatt lemondtak tisztségükről és a tudománnyal kezdtek foglalkozni. A család pecsétjén oroszlán szerepelt, amely régen a júdai királyok jelképe volt. 
A 968-ban gaonná választott Serira konzervatív nézeteket vallott: a Talmudtudományt állított minden ismeret élére, a szorosabb értelemben vett bibliamagyarázatot és világi tudományokat pedig elutasította. Bár arab környezetben élvén elsajátította az arab nyelvet, ezt azonban csak a muszlim területeken élő és arabul beszélő zsidók miatt tette, hogy vallásjogi döntvényeit megértsék. Ő egyéb esetben ragaszkodott a héber nyelv használatához. Megillat Szetárim (Titkok könyve) című talmudikus alkotása elveszett a későbbi időkben. Ezzel szemben jelentős számú vallásjogi döntvénye maradt ránk, mert Serira időt és fáradságot nem kímélve törekedett az igazság kiderítésére. Szigorúságát mutatja, hogy egy ízben megintett egy gazdát, mert – egyes talmudi nézeteket figyelmen kívül hagyva – Bibliára tanította rabszolgáját, majd saját leányát hozzáadta feleségül. 
Érdekesség, hogy Serira bizonyos szinten foglalkozott misztikus tudományokkal, bár nem tartotta ezeket különösebben értékes dolgoknak. Ugyanakkor hosszú írásban válaszolt egy 987-ben Afrikából küldött levélre, amelyben írója – egy bizonyos Jakob ben Niszim – a misna kialakulására, illetve a szaboreusok és gaonok sorrendjére vonatkozó kérdéseket tett fel. Serira válasza tulajdonképpen a Talmud és a Talmud utáni korra nézve krónikának is minősíthető, stílusa száraz, adatai megbízhatóak, és máig a zsidó történelem jelentős forrását képezik.
Az öregedő Serira idővel maga mellé vette fiát Hájt főbírónak. 997 körül egy rosszindulatú személy vádaskodásai miatt Al-Kádir kalifa elfogatta és fiával együtt börtönbe záratta. Ugyan egy tekintélyes személy közbenjárása miatt hamarosan sikerült mindkettőjüknek kiszabadulniuk, a megtört Serira 998-ban fia javára lemondott a gaoni tisztségról. 1006-ban hunyt el 100 éves korában.